# Jinyeong-eup
Jinyeong-eup (koreanska: 진영읍) är en köping i stadskommunen Gimhae i provinsen Södra Gyeongsang i den sydöstra delen av Sydkorea, 295 km sydost om huvudstaden Seoul.